# Aqualung (Musiker)

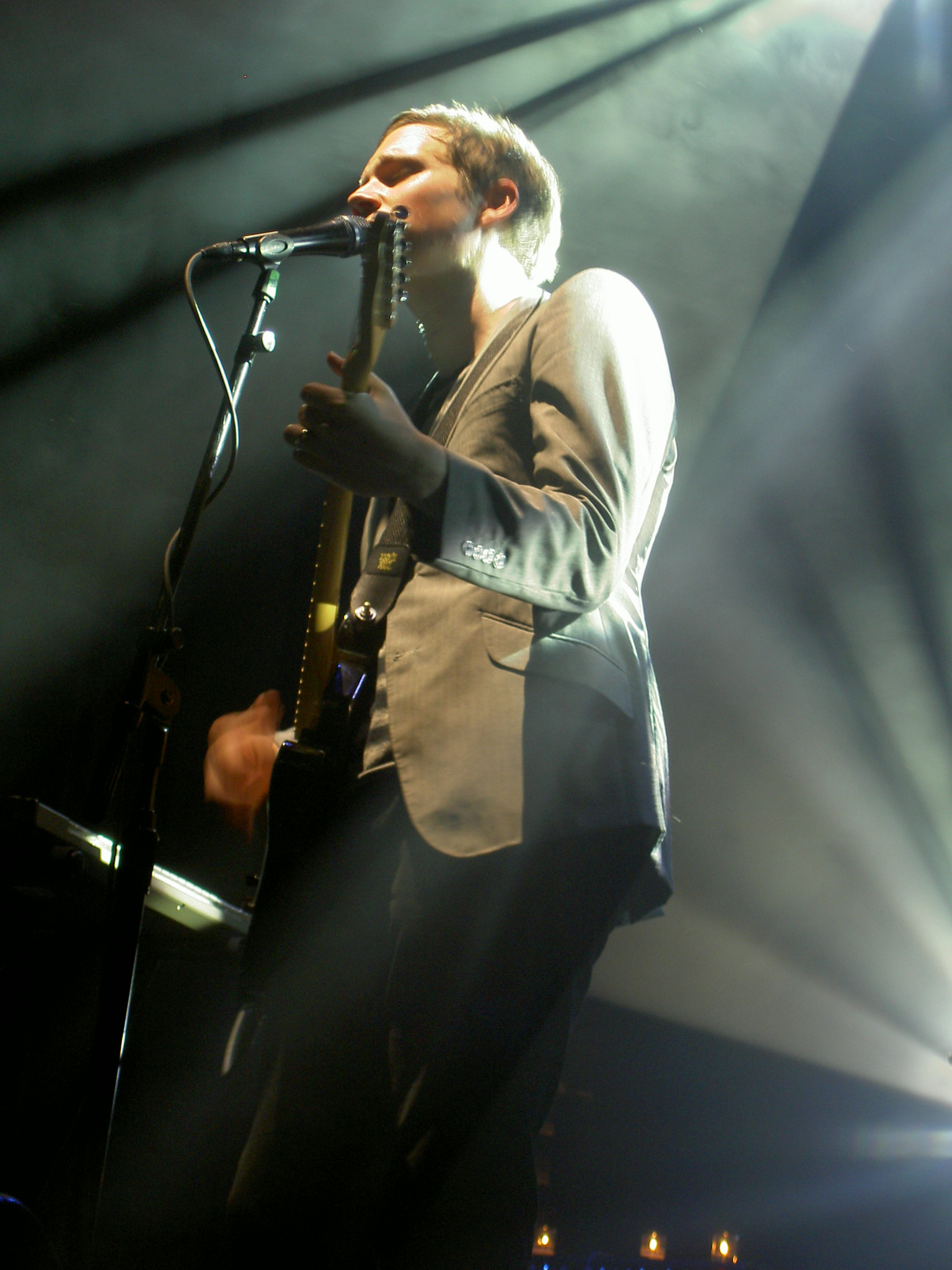
Aqualung, 2015

Aqualung ist der Künstlername des britischen Musikers Matt Hales (* 17. Januar 1972), unter dem er seit 2002 Musik veröffentlicht.

## Werdegang
Da seine Eltern einen Schallplattenladen führten, wurde er schon früh an Musik herangeführt. Bereits als Jugendlicher schrieb er erste Songs zusammen mit seinem Bruder. Nach einigen Bandversuchen und einem Musik-Studium in London schaffte er die erste Chart-Platzierung in Großbritannien mit einem Werbesong für Volkswagen. Zudem war er 2004 Sänger des Liedes UR von Tiësto.

## Diskografie

### Alben
| Jahr | Titel      | Höchstplatzierung, Gesamtwochen, AuszeichnungChartplatzierungen (Jahr, Titel, Platzierungen, Wochen, Auszeichnungen, Anmerkungen) | Höchstplatzierung, Gesamtwochen, AuszeichnungChartplatzierungen (Jahr, Titel, Platzierungen, Wochen, Auszeichnungen, Anmerkungen) | Anmerkungen |
| Jahr | Titel      | UK | US | Anmerkungen |
| ---- | ---------- | --- | --- | ----------- |
| 2002 | Aqualung   | UK15 Gold · (8 Wo.)UK | — |             |
| 2003 | Still Life | UK80 (1 Wo.)UK | — |             |
| 2007 | Memory Man | — | US88 (1 Wo.)US |             |

Weitere Veröffentlichungen
- 2008: Words and Music
- 2010: Magnetic North
- 2015: 10 Futures

### Kompilationen
| Jahr | Titel                 | Höchstplatzierung, Gesamtwochen, AuszeichnungChartplatzierungen (Jahr, Titel, Platzierungen, Wochen, Auszeichnungen, Anmerkungen) | Höchstplatzierung, Gesamtwochen, AuszeichnungChartplatzierungen (Jahr, Titel, Platzierungen, Wochen, Auszeichnungen, Anmerkungen) | Anmerkungen |
| Jahr | Titel                 | UK | US | Anmerkungen |
| ---- | --------------------- | --- | --- | ----------- |
| 2005 | Strange and Beautiful | — | US108 (9 Wo.)US |             |

Weitere Veröffentlichungen
- 2004: B-Sides Volume 1
- 2004: Remixes Volume 1
- 2006: Live & Rarities: With Apologies to Anyone Who Is Actually Heartbroken

### EPs
- 2003: If I Fall/Live at the Scala
- 2005: Deep Blue
- 2005: Still Life 1
- 2005: The All or Nothing EP
- 2005: Exclusive iTunes EP
- 2006: Exclusive iTunes EP 2
- 2019: Additional Futures

### Singles
| Jahr | Titel Album                                              | Höchstplatzierung, Gesamtwochen, AuszeichnungChartplatzierungen (Jahr, Titel, Album, Platzierungen, Wochen, Auszeichnungen, Anmerkungen) | Höchstplatzierung, Gesamtwochen, AuszeichnungChartplatzierungen (Jahr, Titel, Album, Platzierungen, Wochen, Auszeichnungen, Anmerkungen) | Anmerkungen |
| Jahr | Titel Album                                              | UK | US | Anmerkungen |
| ---- | -------------------------------------------------------- | --- | --- | ----------- |
| 2002 | Strange and Beautiful (I’ll Put a Spell on You) Aqualung | UK7 (8 Wo.)UK | — |             |
| 2002 | Good Times Gonna Come Aqualung                           | UK71 (1 Wo.)UK | — |             |
| 2003 | Brighter Than Sunshine Still Life                        | UK37 (2 Wo.)UK | US— GoldUS |             |
| 2004 | Easier to Lie Still Life                                 | UK60 (1 Wo.)UK | — |             |

Weitere Veröffentlichungen
- 2003: Baby Goodbye
- 2007: Cinderella
- 2007: Pressure Suit
- 2010: Fingertip

### Videoalben
- 2004: Live 2004
- 2004: It’s Easy to Play the Aqualung Way